# Carl Ulrich

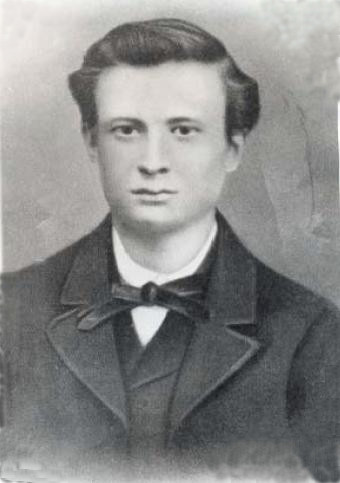
Carl Ulrich (1870)

Carl Ulrich (* 28. Januar 1853 in Braunschweig; † 12. April 1933 in Offenbach am Main) war ein deutscher Politiker und erster Staatspräsident des Volksstaates Hessen (1919–1928).

## Leben und Wirken
Ulrich wurde als Sohn eines Schusters geboren und erlernte zunächst das Handwerk des Metalldrehers. Ab 1872 ging er auf Wanderschaft, die ihn schließlich nach Mannheim und Offenbach am Main führte. Während dieser Wanderschaft nahm er erstmals intensiven Kontakt zur Arbeiterbewegung auf. Dabei trat er in Augsburg erstmals öffentlich als Redner auf. 
1875 nahm er als einer der jüngsten Delegierten am Gründungsparteitag der Sozialistischen Arbeiterpartei Deutschlands teil. 1875 wurde Ulrich hauptberuflicher Redakteur der sozialdemokratischen Neuen Offenbacher Tageszeitung, später auch Geschäftsführer der Genossenschaftsdruckerei.
Er vertrat in den Jahren 1885 bis 1896 in vier Wahlperioden den Wahlbezirk der Stadt Mainz in der Zweiten Kammer der Landstände des Großherzogtums Hessen.

## Offenbacher Abendblatt
1885 wurde Ulrich gemeinsam mit Franz Jöst als erster Sozialdemokrat in den Landtag des Großherzogtums Hessen-Darmstadt gewählt, dem er bis 1931 angehörte. 
1886 fand zwischen dem 26. Juli und 4. August infolge der Sozialistengesetzgebung vor dem Landgericht von Freiberg in Sachsen der sogenannte „Geheimbundprozess“ statt. Angeklagt wurden führende Parteimitglieder, denen man vorwarf an einer geheimen Verbindung beteiligt gewesen zu sein. Ignaz Auer, August Bebel, Karl Frohme, Georg von Vollmar, Louis Viereck und Carl Ulrich wurden zu jeweils neun Monaten und eine Reihe weiterer Angeklagter zu jeweils sechs Monaten Gefängnis verurteilt. 
Anschließend übernahm er die Genossenschaftsdruckerei und wurde Geschäftsführer und Herausgeber des Offenbacher Abendblattes. Bis Ende der 1880er Jahre stieg er zum unbestrittenen Parteiführer der hessischen SPD auf. Von 1890 bis 1903 sowie wiederum ab 1907 bis 1930 gehörte er auch dem Reichstag an. Von 1896 bis 1918 war er zusätzlich Stadtverordneter Offenbachs.

## Ministerpräsident Hessens

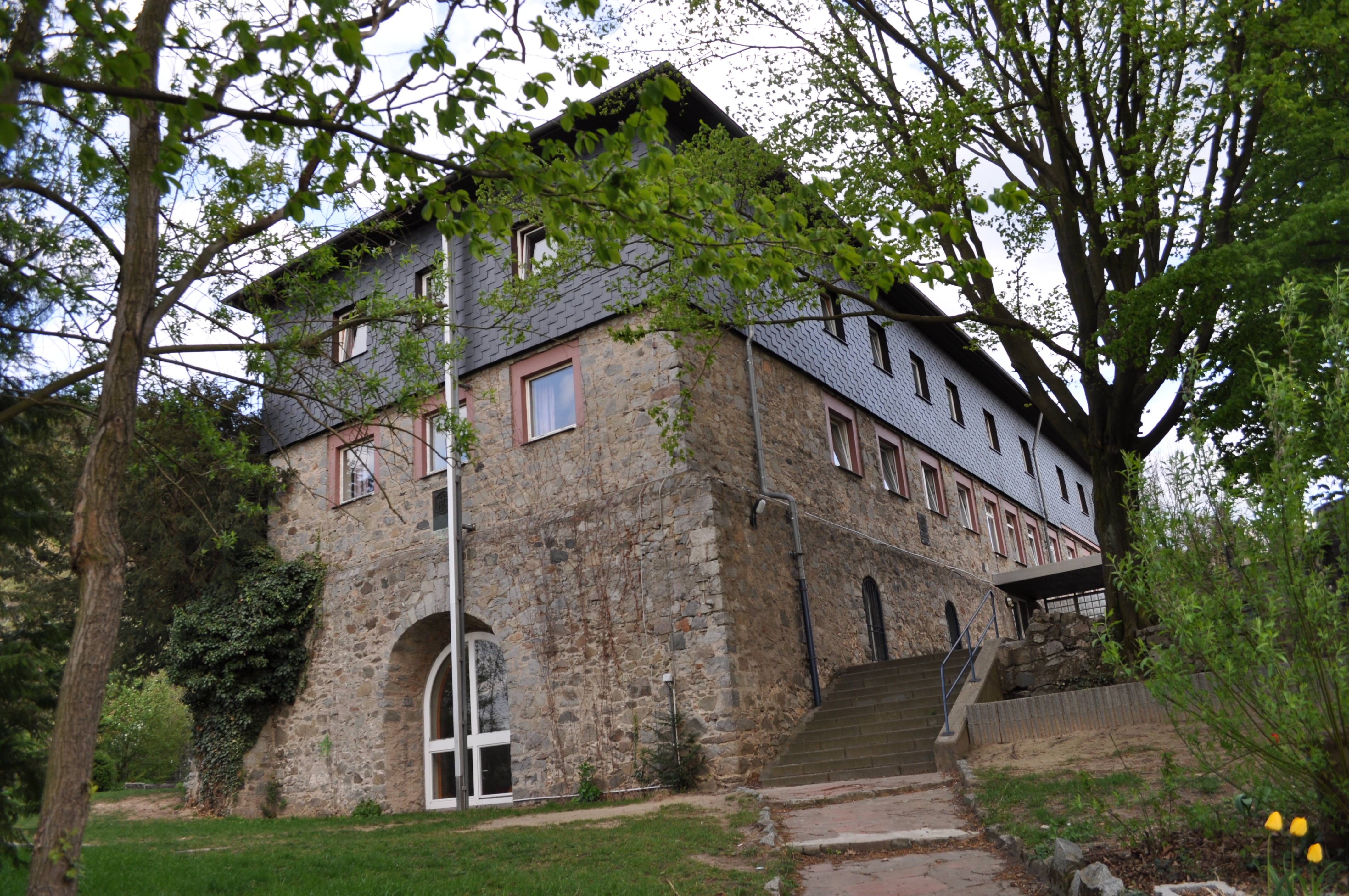
Carl-Ulrich-Jugendherberge in Zwingenberg

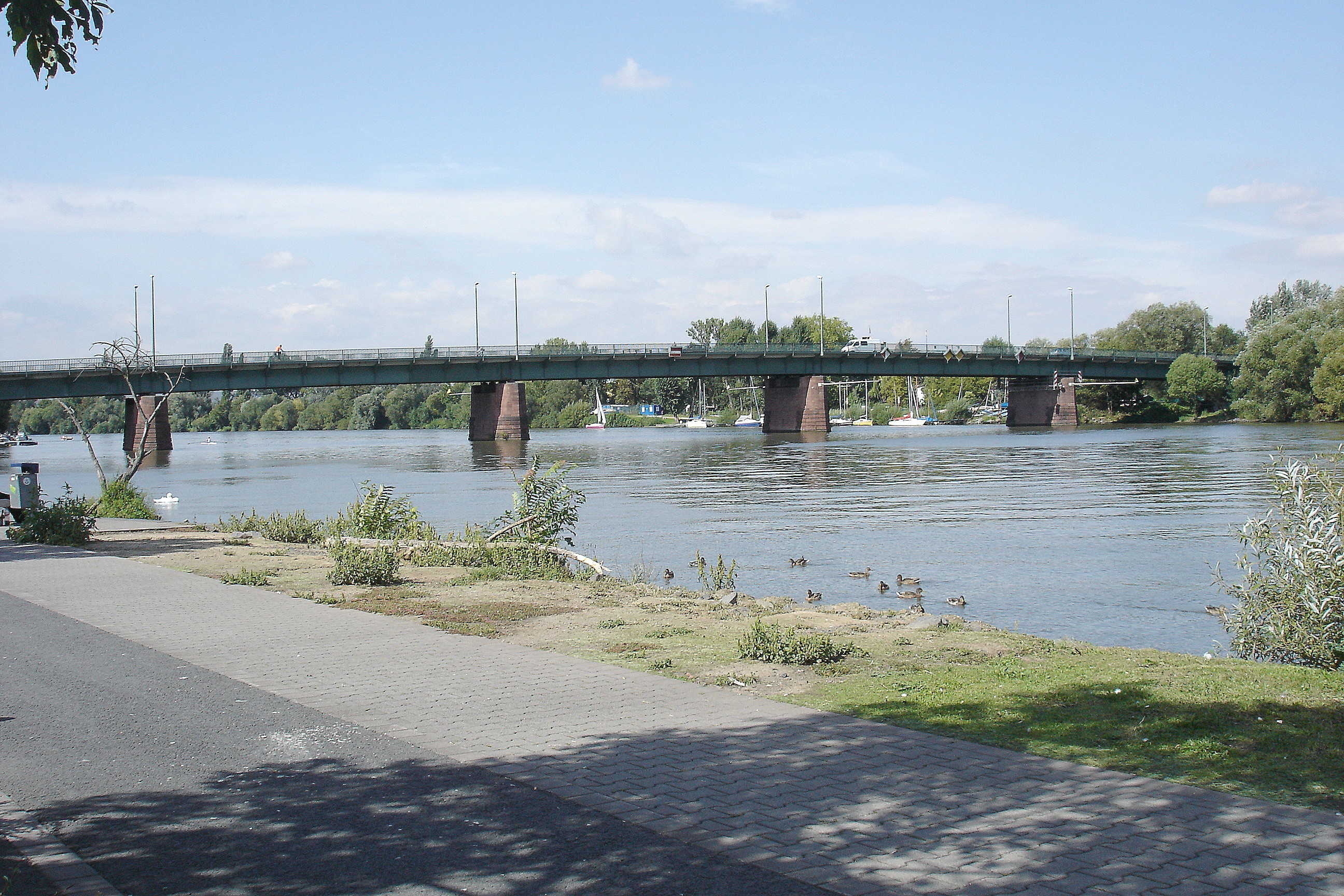
Carl-Ulrich-Brücke in Offenbach am Main

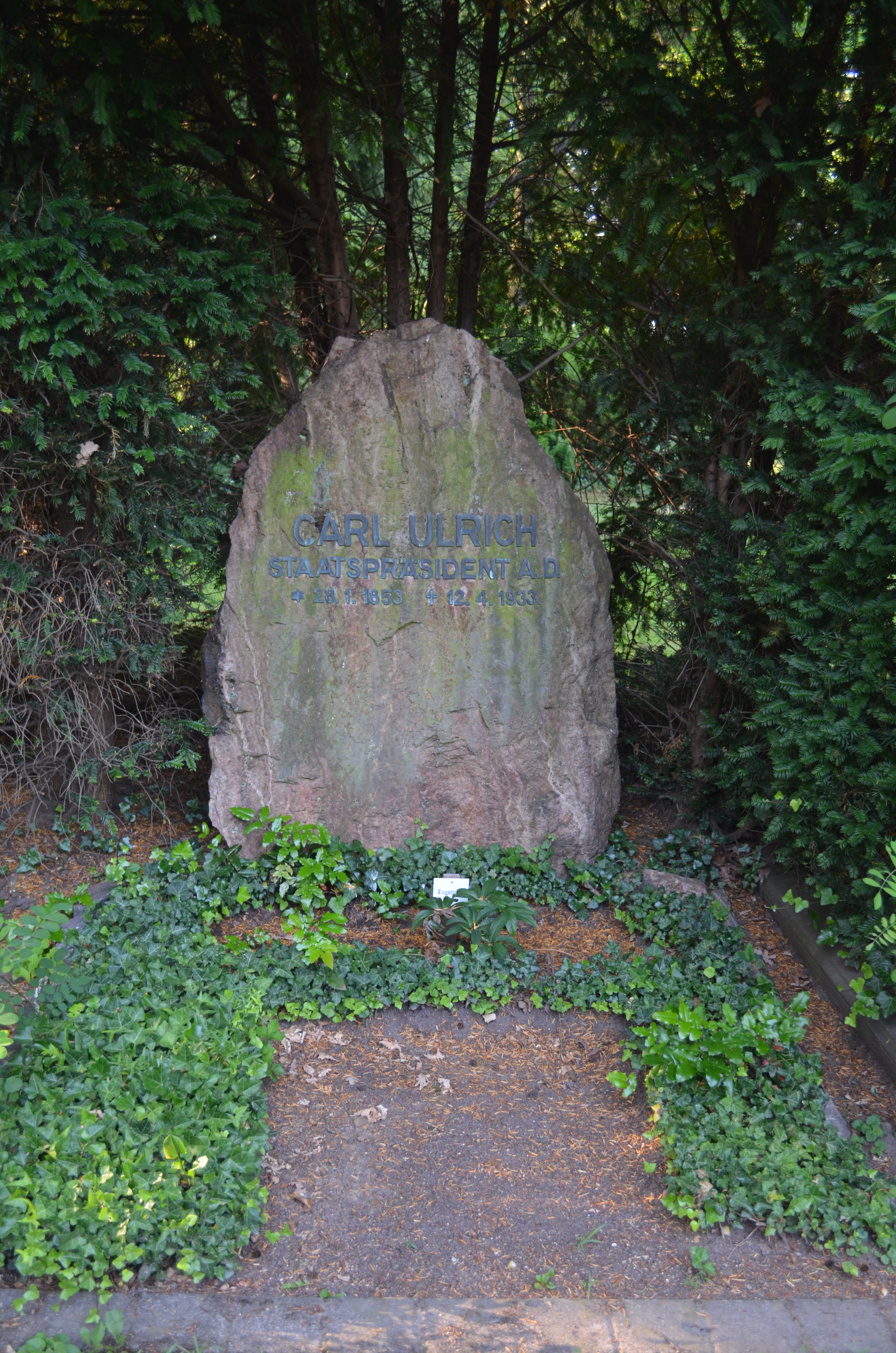
Grab von Carl Ulrich

Nach dem Ende des Ersten Weltkrieges wurde Ulrich am 21. Februar 1919 zum Ministerpräsidenten des Volksstaates Hessen gewählt. Nach dem Inkrafttreten der neuen Landesverfassung  wurde er am 16. März 1920 zum Staatspräsidenten, der neuen Bezeichnung des hessischen Staatsoberhaupts, vereidigt. Während seiner Amtszeit wurde in Hessen-Darmstadt u. a. die allgemeine Volksschule eingeführt. Im Jahr 1928 übergab er, schon 75-jährig, das Amt des Staatspräsidenten an den Sozialdemokraten Bernhard Adelung.
Er war der am längsten amtierende Mandatsträger (wenn man die Reichs- und Landesebene zusammenzählt), vor August Bebel und Richard Stücklen.
Carl Ulrich starb im Offenbacher Stadtkrankenhaus. Er liegt auf dem Alten Friedhof in Offenbach am Main begraben. Nach ihm wurde die Mainbrücke zwischen der Offenbacher Innenstadt und Frankfurt-Fechenheim, die Carl-Ulrich-Brücke, die Carl-Ulrich-Siedlung in Offenbach sowie die Carl-Ulrich-Jugendherberge in Zwingenberg benannt.